# フルペリェ＝コジナ
フルペリェ＝コジナ（Hrpelje-Kozina, イタリア語：Erpelle-Cosina）は、スロベニアの市である。